# Мисс Россия 2011
Мисс Россия 2011 — 19-й национальный конкурс красоты Мисс Россия, финал которого состоялся 5 марта 2011 года в концертном зале «Барвиха Luxury Village». Телевизионная трансляция конкурса прошла 8 марта 2011 года на телеканале НТВ. В финале конкурса приняло участие 50 девушек из разных регионов России.

## Подготовительный этап
В ноябре и декабре 2010 года в 86 регионах России были проведены отборочные туры конкурса. Принять участие в отборочном туре могла любая девушка удовлетворяющая следующим условиям: возраст от 17 до 22 лет, рост от 175 см, наличие российского гражданства. В кастингах приняло участие более 50000 девушек. Проведение региональных кастингов было поручено местным модельным агентствам.
5 февраля 2011 года пятьдесят претенденток на титул «Мисс Россия 2010», прошедших отборочные туры конкурса, были собраны в подмосковном отеле «Царьград Спас-Тешилово», для подготовке к финальной церемонии награждения. В течение месяца перед финалом с конкурсантками проводились занятия с хореографами, стилистами, визажистами. Участницы прошли профессиональную подготовку в постановке дефиле, и в течение всего месяца занимались физической подготовкой, пластикой, хореографией. Стилисты салона «Моне» создали для каждой участницы образ для выступления на финале «Мисс Россия 2011», в соответствии с индивидуальностью девушки и особенностями её внешности.
24 февраля 2011 года на портале Леди@Mail.ru было начато открытое Интернет-голосование за участниц конкурса «Мисс Россия 2011». Девушка с максимальным рейтингом получит статус «Леди@Mail.ru», а также один дополнительный балл при подсчете голосов жюри конкурса во время финала.

## Финал
Победительницей конкурса и обладательницей короны от Ювелирного дома Максима Вознесенского Jewellery Theatre стала 19-летняя москвичка Наталья Гантимурова. Помимо короны победительница получила также 100 000 $ от Банка Русский Стандарт(Генеральный партнер конкурса). «Первой вице-мисс Россия 2011» стала Анастасия Машукова из Красноярска, а «Второй вице-мисс Россия 2011» стала Яна Дубник из Новосибирска — девушки получили гранты на обучение от Банка Русский Стандарт. Ксения Лытнева из Сочи победила в номинации «Народный выбор» (голосовали за конкурсанток в платежных терминалах Qiwi с 18 февраля) и получила приз в размере 100 тысяч рублей.
Консультантами девушек стали специалисты из компании «Мэри Кэй» — одной из крупнейших косметических компаний в мире, которая стала в этом году официальным партнером конкурса «Мисс Россия».
За месяц подготовки к конкурсу девушки изменились. Благодаря усилиям настоящих профессионалов в мире моды они стали более уверенными в себе, каждая участница смогла обрести себя, и почувствовать, что действительно может быть лучшей.
К финалу девушек подготовили стилисты сети салонов «Моне», который является постоянным партнером конкурса «Мисс Россия», которые подобрали образ для каждой участницы.
В первом дефиле все конкурсантки появились в легких ярких платьях, символизирующих весну, затем следовал конкурс в купальниках от французского бренда Marc & Andre. , по итогам которого жюри выбрало 15 финалисток. Они участвовали в дефиле, во время которого девушки предстали в роскошных платьях от дома моды «Валентин Юдашкин», и члены жюри выбрали Топ-10 финалисток.
Во время последнего шоу участницы появилась в платьях снежно-белого цвета известного испанского бренда Pepe Botella, за которым прошёл интеллектуальный конкурс. Девушки отвечали на вопросы судей, демонстрировали знание иностранных языков, и постарались проявить все свои таланты. Все конкурсантки конечно волновались, но старались поддерживать друг друга — за месяц, проведенный в загородном отеле «Царьград», они успели узнать друг друга и по-настоящему подружиться.
Когда было оглашено имя победительницы, зал взорвался овациями — Наталью поддерживали не только подруги-конкурсантки, также на её победу надеялась вся Москва.
Ведущими конкурса были Вера Брежнева и Александр Ревва, а в перерывах между дефиле выступали известные исполнители: Влад Топалов, Глюк’Ozа, Бандэрос, Звери. Также ведущая конкурса Вера Брежнева исполнила один из своих хитов. Специально для конкурса пригласили Джона Форте — обладателя премии «Грэмми». Он исполнил несколько своих композиций чем вызвал бурю аплодисментов в зале.
В состав жюри конкурса вошли: первый главный редактор российского журнала Vogue Алена Долецкая; народный артист России, певец, композитор, пианист Дмитрий Маликов; заслуженный мастер спорта по художественной гимнастике, чемпионка мира и Европы Ляйсан Утяшева; ресторатор Аркадий Новиков; президент ювелирного дома de GRISOGONO Фаваз Груози и Мисс Вселенная 2010 Химена Наваррете.

## Результаты конкурса
| Итоговое место   | Участница |
| ---------------- | --- |
| Мисс Россия 2011 | - Москва — Наталья Гантимурова |
| 1 Вице-Мисс      | - Красноярск — Анастасия Машукова |
| 2 Вице-Мисс      | - Новосибирск — Яна Дубник |
| Топ 10           | - Татарстан — Эльвина Валиева - Сочи — Ксения Лытнева - Королёв — Алиса Харчева - Петрозаводск — Регина Абакумова - Санкт-Петербург — Виктория Свалова - Тула — Ирина Клейн - Тверь — Лаура Юшко |
| Топ 15           | - Курган — Ксения Бывальцева - Нижний Новгород — Мария Тюрина - Ростов-на-Дону — Полина Крылова - Тюмень — Элла Шаламова - Владивосток — Ольга Грибова                                           |

## Участницы
В финале конкурса приняло участие 50 участниц:.
| #  | Имя                     | Регион               | Комментарий |
| -- | ----------------------- | -------------------- | --- |
| 1  | Евгения Ярушникова      | Великий Новгород     | «Мисс Великий Новгород-2011», учится на шестом курсе Политехнического института НовГУ, специальность «Дизайн архитектурной среды». |
| 2  | Ольга Грибова           | Владивосток          | Родилась в городе Находка .Имеет титул «Вице-мисс Владивостока — 2007». |
| 3  | Стелла Кокаева          | Владикавказ          | |
| 4  | Екатерина Наконечная    | Волгоград            | Мисс Волгоград 2010, Топ-модель Волгограда 2010. |
| 5  | Анна Павлова            | Псков                | Мисс Псков 2011, в модельном бизнесе с 2009 года. Студентка Таллинского Технического университета по направлению «Управление Международным Бизнесом». Свободно владеет английским, немецким, учит французский и итальянский. |
| 6  | Виктория Деревянкина    | Вологодская область  | Солистка сопрано 10 Турецкого |
| 7  | Жанна Буравлева         | Воронеж              | |
| 8  | Анастасия Михайлова     | Ижевск               | Студентка факультета АВТИ МЭИ(ТУ), 2 курс. Учится на кафедре Прикладной Математики и Информатики. |
| 9  | Елизавета Константинова | Иркутск              | |
| 10 | Татьяна Козуто          | Йошкар-Ола           | Вице-мисс Йошкар-Ола 2009, Мисс Йошкар-Ола 2010, победительница конкурса «Elite Russian Models», вокалистка, модель агентства «Point» |
| 11 | Екатерина Шушакова      | Казань               | |
| 12 | Ксения Козлова          | Калининград          | Студентка математического факультета БФУ им. Канта специальности «компьютерная безопасность». Приняла участие в различных конкурсах красоты. |
| 13 | Алиса Харчева           | Королев              | |
| 14 | Анастасия Машукова      | Красноярск           | |
| 15 | Ксения Бывальцева       | Курган               | Студентка Курганской государственной сельскохозяйственной академии имени Т. С. Мальцева, специальность экономика и управление. На конкурсе Краса России-2009 (Кемерово) победила в номинации «Мисс творчество», на конкурсе «Мисс Курган-2010» Ксении присвоено звание «Мисс Стиль», на международном форуме моделей и талантов «WORLD ART & FASHION» (Турция) завоевала Гран-при в номинации SuperModel World Fashion, а также признана первой вице-мисс и Мисс совершенство в конкурсе красоты. |
| 16 | Ирина Алтухова          | Липецк               | |
| 17 | Алина Креклина          | Республика Марий Эл  | |
| 18 | Наталья Гантимурова     | Москва               | |
| 19 | Мария Тюрина            | Нижний Новгород      | |
| 20 | Ксения Фролова          | Новороссийск         | Студентка ГМУ им. Ф. Ф. Ушакова. «Мисс Новороссийск 2006».Обладательница 5 корон на конкурсах красоты. Вошла в Топ-15 на конкурсе «Miss Intercontinental 2011», где вошла в 3-ку призёров участниц из Европы! |
| 21 | Ксения Сапожкова        | Новокузнецк          | |
| 22 | Яна Дубник              | Новосибирск          | |
| 23 | Рената Зайнулина        | Обнинск              | |
| 24 | Екатерина Дергачева     | Орел                 | |
| 25 | Александра Коблова      | Орехово-Зуево        | |
| 26 | Регина Абакумова        | Петрозаводск         | |
| 27 | Мария Никитина          | Пятигорск            | |
| 28 | Полина Крылова          | Ростов-на-Дону       | |
| 29 | Анастасия Портянко      | Самара               | |
| 30 | Виктория Свалова        | Санкт-Петербург      | |
| 31 | Ирина Путилине          | Саратов              | |
| 32 | Ксения Лытнева          | Сочи                 | |
| 33 | Маргарита Курносова     | Тамбов               | |
| 34 | Эльвина Валиева         | Республика Татарстан | |
| 35 | Лаура Юшко              | Тверь                | |
| 36 | Полина Масолапова       | Тольятти             | |
| 37 | Елизавета Ртищева       | Тульская область     | |
| 38 | Ирина Клейн             | Тула                 | |
| 39 | Элла Шаламова           | Тюмень               | |
| 40 | Анна Маркакова          | Улан-Удэ             | |
| 41 | Кристина Мельникова     | Уссурийск            | |
| 42 | Дарья Мелащенко         | Хабаровск            | |
| 43 | Наталья Чиркова         | Республика Хакасия   | |
| 44 | Анастасия               | Химки                | |
| 45 | Надежда Васильева       | Чебоксары            | |
| 46 | Евгения Попова          | Челябинск            | |
| 47 | Алена Матвеева          | Чита                 | |
| 48 | Екатерина Ванханен      | Южно-Сахалинск       | |
| 49 | Виолетта Дьячковская    | Якутск               | |
| 50 | Екатерина Кузнецова     | Ярославль            | |